# Jóhan Michael Hentze
Jóhan Michael Hentze (født 26. august 1855 i Sandur, død 23. november 1953) var en færøsk bonde og politiker (SF). Han var indvalgt i Lagtinget fra Sandoy 1893–1901 og 1905–1916, og var tilsluttet Sjálvstýrisflokkurin fra partiets etablering i 1906.
Hentze var søn af Jóan Petur Hentze, far til Gregers Johan Hentze, og farfar til Demmus Hentze.